# Alaszka kormányzóinak listája
Ez a lista az Amerikai Egyesült Államok Alaszka államának kormányzóit sorolja föl. Alaszkát  Oroszország 1867-ben 7,2 millió dollárért adta el az Amerikai Egyesült Államoknak. Ezután három évig katonai, illetve a pénzügyminisztérium kiküldötte által közvetlen irányítás alá került a terület. Alaszka területi jogköre több alkalommal változott, de egészen az állam hivatalos megalakulásáig az Amerikai Egyesült Államok elnöke nevezte ki a kormányzóit. Végül  a washingtoni törvényhozás mindkét házának hozzájárulása után 1958. július 7-én Alaszkában népszavazást tartottak, amelynek nyomán a helyi lakosság túlnyomó többsége kérte a terület felvételét az amerikai szövetségi államok közé, a többi államéval azonos jogkörrel. Ugyanezen év november 25-én megválasztották az új tagállam kormányzóját, két szenátorát és egy kongresszusi képviselőjét. Alaszka 1959. január 3-án vált az USA teljes jogú, negyvenkilencedik tagállamává.
A kormányzói széket négy évre lehet elnyerni, s egy alkalommal lehet újraválasztani az adott kormányzót.
Jelenleg a 12. kormányzó, a republikánus Mike Dunleavy tölti be a tisztséget 2018. december 3. óta. A jelenlegi kormányzóhelyettes Kevin Meyer, aki szintén a Republikánus Párt tagja.

## Párthovatartozás
| Párt                        | Kormányzók |
| --------------------------- | ---------- |
| Demokrata                   | 5          |
| Republikánus                | 7          |
| Alaszkai Függetlenségi Párt | 1          |
| Független                   | 1          |

## Kormányzók listája

### Alaszka katonai parancsnokai
1867-1884 között Alaszka a hadsereg, a pénzügyminisztérium, majd a tengerészet igazgatása alatt állt (Department of Alaska). 

| #                                                  | Fénykép                                            | Név                                                | Rangja (magyarul)                                  | Szolgálat megkezdése                               | Szolgálat vége                                     |
| Az Amerikai Egyesült Államok Szárazföldi hadserege | Az Amerikai Egyesült Államok Szárazföldi hadserege | Az Amerikai Egyesült Államok Szárazföldi hadserege | Az Amerikai Egyesült Államok Szárazföldi hadserege | Az Amerikai Egyesült Államok Szárazföldi hadserege | Az Amerikai Egyesült Államok Szárazföldi hadserege |
| -------------------------------------------------- | -------------------------------------------------- | -------------------------------------------------- | -------------------------------------------------- | -------------------------------------------------- | -------------------------------------------------- |
| 1                                                  |                                                    | Capt. Jefferson C. Davis                           | százados                                           | 1867. október 18.                                  | 1870. augusztus 31.                                |
| 2                                                  |                                                    | Capt. George K. Brady                              | százados                                           | 1870. szeptember 1.                                | 1870. szeptember 22.                               |
| 3                                                  |                                                    | Maj. John C. Tidball                               | őrnagy                                             | 1870. szeptember 23.                               | 1871. szeptember 19.                               |
| 4                                                  |                                                    | Maj. Harvey A. Allen                               | őrnagy                                             | 1871. szeptember 20.                               | 1873. január 3.                                    |
| 5                                                  |                                                    | Maj. Joseph Stewart                                | őrnagy                                             | 1873. január 4.                                    | 1874. április 20.                                  |
| 6                                                  |                                                    | Capt. George B. Rodney, Jr.                        | százados                                           | 1874. április 21.                                  | 1874. augusztus 16.                                |
| 7                                                  |                                                    | Capt. Joseph B. Campbell                           | százados                                           | 1874. augusztus 17.                                | 1876. június 14.                                   |
| 8                                                  |                                                    | Maj. John Mendenhall                               | őrnagy                                             | 1876. június 15.                                   | 1877. március 4.                                   |
| 9                                                  |                                                    | Capt. Arthur Morris                                | százados                                           | 1877. március 5.                                   | 1877. június 14.                                   |
| Az Amerikai Egyesült Államok Pénzügyminisztériuma  |                                                    |                                                    |                                                    |                                                    |                                                    |
| 10                                                 |                                                    | Montgomery P. Berry                                |                                                    | 1877. június 14.                                   | 1877. augusztus 13.                                |
| 11                                                 |                                                    | H.C. DeAhna                                        |                                                    | 1877. augusztus 14.                                | 1878. március 26.                                  |
| 12                                                 |                                                    | M. D. Ball                                         |                                                    | 11878. március 27.                                 | 1879. június 13.                                   |
| Az Amerikai Egyesült Államok Haditengerészete      |                                                    |                                                    |                                                    |                                                    |                                                    |
| 13                                                 |                                                    | Capt. Lester A. Beardslee                          | százados                                           | 1879. június 14.                                   | 1880. szeptember 12.                               |
| 14                                                 |                                                    | Cmdr. Henry Glass                                  | parancsnok                                         | 1880. szeptember 13.                               | 1881. augusztus 9.                                 |
| 15                                                 |                                                    | Cmdr. Edward P. Lull                               | parancsnok                                         | 1881. augusztus 10.                                | 1881. október 18.                                  |
| 16                                                 |                                                    | Cmdr. Henry Glass                                  | parancsnok                                         | 1881. október 19.                                  | 1882. március 12.                                  |
| 17                                                 |                                                    | Cmdr. Frederick Pearson                            | parancsnok                                         | 1882. március 13.                                  | 1882. október 3.                                   |
| 18                                                 |                                                    | Cmdr. Edgar C. Merriman                            | parancsnok                                         | 1882. október 4.                                   | 1883. szeptember 13.                               |
| 19                                                 |                                                    | Cmdr. Joseph Coghlan                               | parancsnok                                         | 1883. szeptember 15.                               | 1884. szeptember 13.                               |
| 20                                                 |                                                    | Lt. Cmdr. Henry E. Nichols                         | parancsnok-helyettes                               | 1884. szeptember 14.                               | 1884. szeptember 15.                               |

### Az Alaszkai kerület kormányzói
| # | Kép | Kormányzó             | Hivatalban töltött idő                | Kinevező elnök neve | Egyéb választott (szövetségi) tisztsége                                 |
| - | --- | --------------------- | ------------------------------------- | ------------------- | ----------------------------------------------------------------------- |
| 1 |     | John Henry Kinkead    | 1884. július 4. – 1885. május 7.      | Chester A. Arthur   | Nevada kormányzója (1879–1883)                                          |
| 2 |     | Alfred P. Swineford   | 1885. május 7. – 1889. április 20.    | Grover Cleveland    |                                                                         |
| 3 |     | Lyman Enos Knapp      | 1889- április 20. – 1893. június 18.  | Benjamin Harrison   |                                                                         |
| 4 |     | James Sheakley        | 1893. június 18. – 1897. június 23.   | Grover Cleveland    | Az USA képviselőházának tagja (Pennsylvania képviseletében) (1875–1877) |
| 5 |     | John Green Brady      | 1897. június 23. – 1906. március 2.   | William McKinley    |                                                                         |
| 6 |     | Wilford Bacon Hoggatt | 1906. március 10. – 1909. május 20.   | Theodore Roosevelt  |                                                                         |
| 7 |     | Walter Eli Clark      | 1909. május 20. – 1912. augusztus 24. | William Howard Taft |                                                                         |

### Az Alaszkai Területek kormányzói
Alaszka egy 1912-ben hozott törvény alapján az amerikai szövetségi kormány által kezelt területnek minősült, szűk keretű autonómiával.

| # | Kép | Kormányzó                      | Hivatalban töltött idő                  | Kinevező elnök neve       | Egyéb választott (szövetségi) tisztsége |
| - | --- | ------------------------------ | --------------------------------------- | ------------------------- | --------------------------------------- |
| 1 |     | Walter Eli Clark               | 1912. augusztus 24. – 1913. április 18. | William Howard Taft       |                                         |
| 2 |     | John Franklin Alexander Strong | 1913. április 18. – 1918. április 12.   | Woodrow Wilson            |                                         |
| 3 |     | Thomas Riggs, Jr.              | 1918. április 12. – 1921. június 16.    | Woodrow Wilson            |                                         |
| 4 |     | Scott Cordelle Bone            | 1921. június 16. – 1925. augusztus 16.  | Warren G. Harding         |                                         |
| 5 |     | George Alexander Parks         | 1925. augusztus 16. – 1933. április 19. | Calvin Coolidge           |                                         |
| 6 |     | John Weir Troy                 | 1933. április 19. – 1939. december 6.   | Franklin Delano Roosevelt |                                         |
| 7 |     | Ernest Gruening                | 1939. december 6. – 1953. április 10.   | Franklin Delano Roosevelt | Az USA szenátusának tagja (1959-1969)   |
| 8 |     | B. Frank Heintzleman           | 1953. április 10. – 1957. január 3.     | Dwight D. Eisenhower      |                                         |
| — |     | Waino Hendrickson              | 1957. január 3. – 1957. április 8.      | ideiglenesen              |                                         |
| 9 |     | Mike Stepovich                 | 1957. április 8. – 1958. augusztus 9.   | Dwight D. Eisenhower      |                                         |
| — |     | Waino Hendrickson              | 1958. augusztus 9. – 1959. január 3.    | ideiglenesen              |                                         |

### Alaszka szövetségi állam kormányzói
A washingtoni törvényhozás mindkét házának hozzájárulása után 1958. július 7-én Alaszkában népszavazást tartottak, amelynek nyomán a helyi lakosság túlnyomó többsége kérte a terület felvételét az amerikai szövetségi államok közé, a többi államéval azonos jogkörrel. Ugyanezen év november 25-én megválasztották az új tagállam kormányzóját, két szenátorát és egy kongresszusi képviselőjét. Alaszka 1959. január 3-án vált az Amerikai Egyesült Államok teljes jogú tagállamává.

| Alaszka kormányzóinak listája                                | Alaszka kormányzóinak listája                                | Alaszka kormányzóinak listája                                | Alaszka kormányzóinak listája                                | Alaszka kormányzóinak listája                                | Alaszka kormányzóinak listája                                | Alaszka kormányzóinak listája                                    | Alaszka kormányzóinak listája                                | Alaszka kormányzóinak listája                                |
| Alaszkai Függetlenségi Párt Demokrata Párt Republikánus Párt | Alaszkai Függetlenségi Párt Demokrata Párt Republikánus Párt | Alaszkai Függetlenségi Párt Demokrata Párt Republikánus Párt | Alaszkai Függetlenségi Párt Demokrata Párt Republikánus Párt | Alaszkai Függetlenségi Párt Demokrata Párt Republikánus Párt | Alaszkai Függetlenségi Párt Demokrata Párt Republikánus Párt | Alaszkai Függetlenségi Párt Demokrata Párt Republikánus Párt     | Alaszkai Függetlenségi Párt Demokrata Párt Republikánus Párt | Alaszkai Függetlenségi Párt Demokrata Párt Republikánus Párt |
|                                                              |                                                              | Név                                                          | Hivatali idő                                                 | Párt                                                         | Terminus                                                     | Egyéb választott (szövetségi) tisztsége                          | Helyettes                                                    | Helyettes                                                    |
| ------------------------------------------------------------ | ------------------------------------------------------------ | ------------------------------------------------------------ | ------------------------------------------------------------ | ------------------------------------------------------------ | ------------------------------------------------------------ | ---------------------------------------------------------------- | ------------------------------------------------------------ | ------------------------------------------------------------ |
| 1.                                                           |                                                              | William Allen Egan                                           | 1959. január 3. – 1966. december 5.                          |                                                              | 1. 2.                                                        |                                                                  | Hugh Wade                                                    |                                                              |
| 2.                                                           |                                                              | Walter Joseph Hickel                                         | 1966. december 5. – 1969. január 29.                         |                                                              | 3.                                                           | Az Amerikai Egyesült Államok belügyminisztere (1969–1970)        | Keith Harvey Miller                                          |                                                              |
| 3.                                                           |                                                              | Keith Harvey Miller                                          | 1969. január 29. – 1970. december 7.                         |                                                              | 3.                                                           |                                                                  | Robert W. Ward                                               |                                                              |
| 1.                                                           |                                                              | William Allen Egan                                           | 1970. december 7. – 1974. december 2.                        |                                                              | 4.                                                           |                                                                  | H. A. Boucher                                                |                                                              |
| 4.                                                           |                                                              | Jay Sterner Hammond                                          | 1974. december 2. – 1982. december 6.                        |                                                              | 5. 6.                                                        |                                                                  | Lowell Thomas Jr.                                            |                                                              |
| 4.                                                           | Terry Miller                                                 | Jay Sterner Hammond                                          | 1974. december 2. – 1982. december 6.                        |                                                              | 5. 6.                                                        |                                                                  |                                                              |                                                              |
| 5.                                                           |                                                              | William Jennings Sheffield                                   | 1982. december 6. – 1986. december 1.                        |                                                              | 7.                                                           |                                                                  | Stephen McAlpine                                             |                                                              |
| 6.                                                           |                                                              | Steve Camberling Cowper                                      | 1986. december 1. – 1990. december 3.                        |                                                              | 8.                                                           |                                                                  | Stephen McAlpine                                             |                                                              |
| 2.                                                           |                                                              | Walter Joseph Hickel                                         | 1990. december 3. – 1994. december 5.                        | [ 14 ]                                                       | 9.                                                           |                                                                  | Jack Coghill                                                 |                                                              |
| 2.                                                           |                                                              | Walter Joseph Hickel                                         | 1990. december 3. – 1994. december 5.                        |                                                              | 9.                                                           |                                                                  | Jack Coghill                                                 |                                                              |
| 7.                                                           |                                                              | Anthony Carroll Knowles                                      | 1994. december 5. – 2002. december 2.                        |                                                              | 10,11.                                                       |                                                                  | Fran Ulmer                                                   |                                                              |
| 8.                                                           |                                                              | Francis Hughes Murkowski                                     | 2002. december 2. – 2006. december 4.                        |                                                              | 12.                                                          | Az Amerikai Egyesült Államok szenátusának tagja (1981-2002)      | Loren Leman                                                  |                                                              |
| 9.                                                           |                                                              | Sarah Louise Palin                                           | 2006. december 4. – 2009. július 26.                         |                                                              | 13.                                                          | A 2008. évi amerikai elnökválasztás republikánus alelnökjelöltje | Sean Parnell                                                 |                                                              |
| 10.                                                          |                                                              | Sean R. Parnell                                              | 2009. július 26. – 2014. december 1.                         |                                                              | 13. 14.                                                      |                                                                  | Craig Campbell Mead Treadwell                                |                                                              |
| 11.                                                          |                                                              | Bill Walker                                                  | 2014. december 1. – 2018. december 3.                        | FÜGG                                                         | 15.                                                          |                                                                  | Byron Mallott (lemondott 2018. október 16-án)                | FÜGG                                                         |
| 11.                                                          | Valerie Davidson                                             | Bill Walker                                                  | 2014. december 1. – 2018. december 3.                        | FÜGG                                                         | 15.                                                          |                                                                  |                                                              | FÜGG                                                         |
| 12.                                                          |                                                              | Mike Dunleavy                                                | 2018. december 3. – hivatalban                               |                                                              | 16.                                                          | Alaszka szenátusának tagja (2013-2018)                           | Kevin Meyer                                                  |                                                              |